# Charles Thake
Charles Thake (West Ham, Senglea, 21 de dezembro de 1927 – 12 de maio de 2018) foi um ator maltês.
Thake participou de várias séries de televisão, incluindo Inkwiet e F'Bahar Wiehed, tendo também produzido vários programas de TV.
Participou como ator em vários filmes estrangeiros, como Ágora (2009) e Black Eagle (1988).